# Steve Sesnick
Stephen Sesnick, celým jménem Stephen Eugene Sesnick, Jr., (8. září 1941 – 27. října 2022) byl americký hudební manažer. Koncem šedesátých letech pracoval v bostonském hudebním klubu Boston Tea Party. Tam se seznámil se členy skupiny The Velvet Underground. Když kapela v roce 1967 ukončila spolupráci s Andym Warholem, najala právě Sesnicka, aby se stal jejím novým manažerem. Když se kapela v roce 1972 rozpadla, odešel Sesnick z hudebního průmyslu a začal se věnovat golfu, pracoval mimo jiné jako konzultant několika organizací. Zemřel nedaleko svého domu v St. Augustine na Floridě na infarkt myokardu.